# Renan Marques
Renan Augustinho Marques (* 8. März 1983 in Fernandópolis), auch Renan Marques genannt, ist ein ehemaliger brasilianischer Fußballspieler.

## Karriere
Seinen ersten Vertrag unterschrieb Renan 2007 beim brasilianischen Verein Botafogo FC (SP), der in Ribeirão Preto im Bundesstaat São Paulo beheimatet ist. Von dort wurde er zum tschechischen Verein Dynamo Budweis verliehen. 2008 wechselte er nach China, wo er sich dem Sichuan Jiuniu FC anschloss. Nach 22 Einsätzen und elf Toren wechselte er zum Ligakonkurrenten FC Shenzhen. Hier kam er auf acht Einsätze. 2009 wechselte er nach Europa und schloss sich dem portugiesischen Zweitligisten CD Santa Clara an. 2010 wechselte er nach Abu Dhabi in die Vereinigten Arabischen Emirate. 2012 ging es wieder zurück nach Brasilien. Hier stand er 14 Mal für Paulista FC auf dem Platz. Im gleichen Jahr ging er wieder nach Asien. Hier zog es ihn nach Südkorea zum Erstligisten Jeju United. nach nur einem Jahr und 13 Spielen ging er wieder nach Brasilien. Hier spielte er für América Futebol Clube (RN). 2014 nahm ihn der thailändische Erstligist Chiangrai United unter Vertrag. In 67 Spielen schoss er 27 Tore in der Thai Premier League. 2016 wechselte er zum Ligakonkurrenten Suphanburi FC. In 33 Spielen traf er 27 Mal das Tor. 2019 schloss er sich Air Force Central FC an. Hier stand er 12 Mal auf dem Spielfeld und erzielte drei Tore. Mitte 2018 schloss er sich dem Zweitligisten Khon Kaen FC an. Ende 2018 beendete er seine aktive Laufbahn als Fußballspieler.

## Erfolge
Sukhothai FC
- FA Cup: 2016